# Cucciolo e Beppe
Cucciolo e Beppe sono due personaggi immaginari dei fumetti protagonisti di una serie a fumetti dalla lunga vita editoriale, Cucciolo, ideati nel 1940 da Giuseppe Caregaro, proprietario delle Edizioni Alpe, e dal disegnatore Rino Anzi insieme alla collaborazione di Federico Pedrocchi. Nati come animali antropomorfi chiaramente ispirati a Topolino e Pippo, successivamente vennero ripresi da Giorgio Rebuffi che li revisionò profondamente svincolandoli definitivamente dalle origini ponendo le basi per una fortunata vita editoriale durata fino alla fine degli anni ottanta. Vennero pubblicati su varie testate pubblicate dalle Edizioni Alpe dagli anni quaranta agli anni ottanta e la serie principale esordita nel 1952, Cucciolo, venne edita fino al 1989 per oltre 600 numeri.

## Storia editoriale

### Esordi e periodo anteguerra
I personaggi esordiscono graficamente molto simili a Topolino e Pippo nella collana Gli albi di Scimmiottino delle Edizioni Alpe, nel n. 76 del 4 settembre 1941 con la storia "Cucciolo e la scure miracolosa", scritta da Federico Pedrocchi con lo pseudonimo di Antonio Carozzi e disegnate da Rino Anzi, alla quale seguiranno altre storie fino alla chiusura della testata nel dicembre 1941 sostituita dalla nuova testata Gli Albi della Fantasia, una collana contenitore pubblicata dal 1942 al 1943 e che alternava storie di Cucciolo di Federico Pedrocchi ad altri personaggi come Coriolano di Walter Faccini e riduzioni di fiabe classiche o romanzi epici.
I due personaggi ricompaiono in altri quattro Albi di Scimmiottino, poi, dopo l'uscita del n. 84, Cucciolo e il bandito Musonero (13 dicembre 1941) la pubblicazione passa da quindicinale a settimanale e assume il nome Gli Albi della Fantasia. Per disposizioni governative, le nuvolette e la divisione in vignette sono bandite dai periodici per ragazzi e pertanto la nuova collana si distingue dalla precedente per la presenza delle didascalie al posto dei fumetti. Nella nona storia coi due personaggi, Cucciolo al concorso inventori (n. 4 del 15 febbraio 1942), vengono radicalmente trasformati, venendo disegnati non più come animali umanizzati, graficamente molto simili ai personaggi della Disney, Topolino e Pippo, ma come persone, senza che venga fornita alcuna spiegazione nella trama, mantenendo però le caratteristiche psicologiche e caratteriali e vagamente la fisionomia della precedente versione; cambia il vestiario che ora è malamente rattoppato.
La coppia Cucciolo e Beppe compare fin dal primo numero della serie (Cucciolo e la stellina spenta, 15 gennaio 1942), la quale, come la precedente, pubblica anche riduzioni di fiabe classiche come il Gatto con gli stivali, saghe cinquecentesche come I Paladini, vicende umoristiche come Bagolino Frottolini di Da Passano. Nel n. 32 del 1943 compare il primo di 9 albi di Coriolano, allenatore dello scimmione Pantaleo. Scritta e disegnata da Walter Faccini, è l'unica altra serie della collana a sopravvivere nel dopoguerra e a continuare per anni su Gaie Fantasie e di Cucciolo, illustrata anche da Giorgio Rebuffi, Luciano Bottaro, Antonio Terenghi; 
Nel racconto "Nella terra dei sosia" (n. 33, 1943) illustrato da Roberto Peroni, Cucciolo indossa un cappello floscio e, come Beppe, acquisisce il caratteristico ciuffo; i due cominciano gradualmente a invecchiare, trasformandosi da bambini in ragazzi di età imprecisata. Nel corso di quella storia, i due scoprono una tribù di uomini preistorici tutti uguali tra loro e con l'identico nome "Poldo", personaggi che ritornano in altri tre albi (nn. 35, 48 e 52). La collana - che come la precedente pubblica alternativamente varie serie - si interrompe con il n. 64 del 1943.

### Dopoguerra
Nel 1948 le storie dei personaggi ritornano in tre supplenti della collana I Grandi Racconti Illustrati nei quali vengono ristampate quasi tutte le storie in cui i due protagonisti sono ancora animali antropizzati. Il terzo supplemento "Il Natale di Cucciolo", pubblica un'avventura inedita, "Pranzo di fine anno", a firma - nell'ultima vignetta - di E. Raineri. Almeno due delle avventure come animali antropizzati, "Cucciolo e l'aeroterracqueo di Beppe" e "Cucciolo e le superstizioni di Beppe", sono ridisegnate alla fine degli anni cinquanta con i protagonisti in forma umana con i titoli "L'aeroterracqueo" e "Beppe super superstizioso"; l'autore è probabilmente Raffaele Cormio. Nell'aprile 1949 esordì una nuova testata, "Gaie Fantasie" che alterna la ristampa di materiale anteguerra a quello inedito e che successivamente sarà nota anche come Fantasie Allegre e Le Gaie Fantasie di Cucciolo, costituita da albi mensili di 48 pagine in grande formato. All'inizio la serie ristampava racconti tratte dalle collane Gli Albi della Fantasia e Gli Albi di Scimmiottino, sia di Cucciolo che di altri personaggi come Coriolano, e nel 1952 inizia a pubblicare quasi esclusivamente materiale inedito e, salvo rare eccezioni, i personaggi mantengono l'aspetto di ragazzi dell'ultimo periodo de Gli Albi dell'Allegria; abbigliamento e certi particolari del volto variano a seconda del disegnatore ma Cucciolo è sempre caratterizzato dalla presenza del cappello floscio che porta fino al 1953. Alla realizzazione delle loro nuove avventure contribuiscono Rino Anzi, Lina Buffolente, Roberto Peroni, Egidio Gherlizza, Giuseppe Perego, Dario Guzzon. Un altro illustratore anonimo realizzò una versione di Cucciolo in stile disneyano, con gli occhi a torta. Tra i copertinisti ricorrono il non meglio noto "Adry", autore anche del racconto "I due leoni", Franco Aloisi, Luciano Bottaro, Lina Buffolente, Carlo Gentina, Egidio Gherlizza, Dario Guzzon, Giuseppe Perego, E. Raineri.

### Anni cinquanta
Nel 1950 fecero la loro apparizione i personaggi di Bombarda (Cucciolo contro Bombarda, n. 18), dei tre nipoti Tip, Top e Tap (Cucciolo e Tip, Top e Tap, n. 20, disegni di Roberto Peroni). Nell'episodio Caccia grossa (L'isola del tesoro e altre storie, n. 27, 1951) esordì come autore Giorgio Rebuffi mentre "Le istantanee di Beppe" (n. 12, 1952, testi di Carlo Chendi) è l'esordio di Luciano Bottaro mentre con "Cucciolo e Beppe parrucchieri provetti" (n. 20, 1952) ebbe inizio la produzione di Umberto Manfrin; "Negli abissi del Mar-Mellata" (n. 5, 1954, testo di Cesare Solini) e "Vacanze in Africa" (n. 13, 1954) sono rispettivamente la prima storia di Tiberio Colantuoni e di Franco Aloisi. Le trame erano inizialmente semplici e infantili e,  per tutto il 1952, si alternarono con quelli più elaborati realizzati da Rebuffi spesso su testi di Roberto Renzi per la testata dedicata Cucciolo in formato libretto, in cui Cucciolo e Beppe erano rappresentati come adulti. Il punto di congiunzione tra le due versioni dei personaggi è l'albo "La banda del filo" (n.5, 1953) disegnato da Rebuffi, in cui compare anche Tiramolla. Le pubblicazioni continuarono fino al 1956, con 144 uscite divise in tre serie in tre diversi formati, numerate a partire da 1 a ogni annata e con numerosi supplementi tra cui nel 1953 "Cucciolo in 3D", il primo albo italiano a tre dimensioni, sull'onda del boom dei fumetti tridimensionali pubblicati negli Stati Uniti.
La popolarità del personaggio fu sancita dall'uscita di un albo omonimo in formato "libretto", lo stesso adottato con grande successo nel 1949 dal Topolino della Mondadori. L'editore Caregaro riteneva infatti di possedere una carta vincente per battersi con quella testata, e in effetti per alcuni anni Cucciolo costituì il principale concorrente della testata della Mondadori.. La prima uscita in formato "libretto" fu l'albo "La strenna di Cucciolo", supplemento al n.29 di "Gaie Fantasie" del 15 agosto 1951 con il racconto Al fuoco! di Giorgio Rebuffi; il primo numero della serie di Cucciolo uscì il 1º gennaio 1952. In questa testata, Rebuffi, che si autoritraeva nelle vesti del disegnatore "Mister Alt", reinventò la coppia di personaggi ora del tutto affrancati dai modelli grafici disneyani. Divenuti adulti, Cucciolo e Beppe entrarono a far parte della middle-class lavoratrice (anche se la loro occupazione non è chiara) muovendosi in un ambiente sempre più urbanizzato; quello che all'inizio era denominato "Il villaggio" diventa gradualmente una città poi battezzata per breve tempo "Cucciolopoli". Nell'avventura "Il 1º congresso", il personaggio di testata organizzò un grande incontro tra i protagonisti delle storie pubblicate in quel numero del mensile, Fox, Bingo Bongo e Coriolano; altre serie di contorno, molte delle quali già note ai lettori di Gaie Fantasie, apparvero nei numeri successivi. Per mezzo di brevi raccordi Rebuffi collega le varie storie di ogni albo con un filo conduttore, nell'intento di creare un mondo unificato analogo all'universo Disney. L'autore realizzò numerosi altri racconti "metafumettistici", in cui veniva eliminata la cosiddetta "quarta parete" e i protagonisti della vicenda parlavano direttamente con il lettore o interagivano con la realtà del lettore, per esempio cancellando le armi dell'avversario con una gomma da disegno. Inventò inoltre nuovi e apprezzati personaggi come il cugino menagramo Giona (1954), l'imprendibile Fantasmak (1954), La Peppa (1956), il cosacco Ivan Ilià (1958), il "Luposki della steppa" Pugacioff (1959); attribuì un cognome a Beppe ("Dei Bepponi", nel racconto "Il certificato"), e affinò le caratteristiche di personaggi già esistenti, come Bombarda, presentato nell'albo "Il Bar di Beppe" come un oste disonesto e manesco (Gaie Fantasie n. 16, 1952), divenne poi malfattore a tempo pieno, e infine, grazie a Rebuffi, un quasi-ex-furfante a sua volta vittima del Lupo Pugacioff.
Il più noto personaggio creato graficamente da Rebuffi è Tiramolla, ideato da Roberto Renzi, che fece la sua comparsa nel n. 8 (1952) in una storia Il mistero della villa; il successo del personaggio fu tale che il 16 luglio 1953 le edizioni Alpe gli dedicarono un albo che portava il suo nome con le stesse caratteristiche di "Cucciolo". Dal n 14 del 1962 Cucciolo pubblicò in copertina il marchio "Garanzia Morale", associazione di editori italiani che assicurava l'assenza di disegni e situazioni non adatte allo scopo di evitare una minacciata pre-censura governativa simile a quella cinematografica.

### Anni sessanta e declino
Giuseppe Caregaro diresse la casa editrice fino al 1963, anno della sua morte, che segnò l'inizio del declino delle Edizione Alpe. Gli autori come Bottaro e Rebuffi passarono a lavori più remunerativi e artisticamente più soddisfacenti e la produzione di nuove storie - realizzate da Gino Esposito ("Gino Scott"), Mario Moletti, Alberico Motta, Attilio Ortolani ("Attor"), Michele Seccia, Maria Luisa Uggetti e, soprattutto, Sante Villani, in arte Vilsa e Carlo Signoroni, in arte Willi's - non riuscì però a replicare il successo del periodo d'oro degli anni cinquanta e sessanta.
Fin dagli anni cinquanta Cucciolo comparve in un'infinita serie di ristampe, albi speciali, raccolte nei formati più disparati. Alla fine, dopo effimeri tentativi di rinnovamento, Cucciolo e tutte le altre testate della Casa Editrice Alpe chiusero nel 1987 e i diritti delle storie e dei personaggi vennero ceduti alla casa editrice Fratelli Vallardi, che nel 1990 tentò un rilancio del personaggio nell'ambito del progetto della testata Tiramolla, un settimanale graficamente identico a Topolino pubblicizzato con un grande battage pubblicitario ma caratterizzato da storie di minore qualità. A giugno del 1993 ne vennero interrotte le pubblicazioni; nell'ottobre dello stesso anno la casa editrice Comic Art provò a riproporla in albi mensili in bianco e nero, ma la collana chiuse dopo tre numeri per problemi di copyright.

### Ristampe
Dagli anni novanta le storie di Cucciolo e Tiramolla sono oggetto di ristampe e recuperi filologici. In particolare le Edizioni Annexia hanno pubblicato fra il 2014 e il 2015 otto volumi dedicati ai due personaggi.

## Elenco delle avventure degli anni quaranta
- Gli Albi di Scimmiottino
  - 76 (04/09/1941) Cucciolo e la scure miracolosa
  - 78 (18/09/1941) Cucciolo nel paese dei maghi
  - 80 (02/10/1941) Cucciolo e l'aeroterracqueo di Beppe
  - 82 (16/10/1941) Cucciolo e le superstizioni di Beppe
  - 84 (13/12/1941) Cucciolo e il bandito Musonero

- Gli Albi della Fantasia
  - 01 (15/01/1942) Cucciolo e la stellina spenta (primo racconto raccontato con didascalie in prosa)
  - 02 (22/01/1942) La villa dell'allegria
  - 03 (05/02/1942) Cucciolo incontra Pinocchio
  - 04 (15/02/1942) Cucciolo al concorso inventori (prima apparizione di Cucciolo e Beppe come ragazzini)
  - 06 (07/03/1942) Cucciolo alpinista
  - 10 (10/06/1942) Cucciolo e la gara da pesca
  - 12 (24/06/1942) Cucciolo e la caccia all'orso
  - 18 (26/08/1942) Cucciolo e il concorso fotografico
  - 21 (16/09/1942) Cucciolo cacciatore di leoni
  - 23 (21/10/1942) Cucciolo e Beppe in crociera. Il biglietto della lotteria
  - 30 (24/12/1942) Cucciolo e il Natale nel villaggio
  - 33 (21/01/4193) Cucciolo nella terra dei sosia (Prima storia non illustrata da Rino Anzi: disegni di Roberto Peroni Ferdinando Corbella)
  - 35 (11/02/1943) Cucciolo:il Poldo alla riscossa
  - 37 (11/03/1943) Cucciolo e il caffè motorizzato
  - 38 (18/03/1943) Cucciolo e l'autostazione modello
  - 45 (06/05/1943) Cucciolo e la festa mascherata
  - 48 (10/06/1943) Cucciolo e le sue tribolazioni
  - 52 (08/07/1943) Cucciolo e i guai del Poldo

- (Ristampe) I Grandi Racconti Illustrati (Editoriale Subalpino)
  - Supplemento al 04 del 10/07/1948 Le vacanze di Cucciolo
  - Supplemento al 08 del 10/09/1948  Cucciolo va in Campagna
  - Supplemento al 14 del 10/12/1948 Il Natale di Cucciolo

## Edizioni estere

### Francia
Vennero ribattezzati Moustic et Pato nella versione umanizzata di Rino Anzi, Ferdinando "Roberto Peroni" Corbella e vari disegnatori precedenti a Rebuffi comparvero saltuariamente tra il 1949 e il 1952 in appendice a "Sciuscia" e "Le Petit Sheriff" della PEI/Sagédition. I personaggi passarono poi alla Lug ma la Sagédition si assicurò Pepito, che fu protagonista di varie collane tra il 1954 e il 1981. Sulle sue pagine e su quelle di "Le petit Sheriff" e di "Ranch Magazine" continuarono a uscire molte serie provenieni dalle Edizioni Alpe. La testata più famosa e longeva fu comunque "Pipo", pubblicata da settembre 1952 per 229 numeri fini a novembre 1961 dalle Editions Lug, e fu il primo albo umoristico nel caratteristico "Petit Format" (tascabile). La coppia Pipo - Concombre (Beppe) condivise l'albo con Tiramolla (Elastoc) pubblicato fin dal N. 4; con Fox (precedentemente pubblicato da Sagè), con Serafino ("Seraphin"), con Topy/Cucciolino/Scimmiottino qui chiamato Makakos, con Nonno Bigio (precedentemente pubblicato da Sagè), qui denominato Papa Grìndecel e con personaggi realistici come Robin Hood (Robin des bois). Molte delle prime copertine sono opera del popolare autore Jean Cézard. Nel dicembre 1961 Pipo si fuse con Pim Pam Poum, nella nuova testata Pim Pam Poum Pipo che pubblicava anche Bibì e Bibò. La serie terminò con il n. 132 del novembre 1972. Ai personaggi dell'Alpe furono dedicate altre due collane: Mini Pipo e Maxi Pipo, per cui Jean-Yves Mitton, noto per la sua ottima versione del Grande Blek, creò i personaggi di Popoff, cuginetto di Pugacioff e della lupetta Troika. I rapporti tra Alpe e Lug furono molto stretti; tramite il già citato Lionello Martini e l'agente Arnalda Maffi molti autori italiani iniziarono a collaborare direttamente con il mercato d'oltralpe. Nel 1976 le Edizioni Alpe realizzarono direttamente per il mercato francese il mensile Elastoc (Tiramolla), ma l'iniziativa non ebbe successo e si interruppe dopo 12 numeri pubblicati in due formati (da n. 1 a n. 7 15x22 cm, poi tascabile).

### Germania
Tra il 1954 e il 1956 Cucciolo uscì in 38 albi ripresi da Gaie Fantasie pubblicati da Alfons Sermau Verlag. Il personaggio fu ribattezzato Der Lustige Augustin ("Il divertente Augustin"); il titolo riecheggia quello di una popolare canzone viennese, Ach, du lieber Augustin ("Oh, mio caro Augustin"), e Augusto è in Germania un nome comico per eccellenza in quanto designa il pagliaccio contrapposto al clown Bianco. Nello stesso periodo (1954-1957) storie di Cucciolo e degli altri personaggi Alpe uscirono senza periodicità fissa in "Der Fidele Cowboy" ("L'allegro Cow Boy") , edito sempre da Semrau per 75 numeri. L'albo pubblicava inizialmente racconti umoristici con cow boy, quindi allargò il campo a serie comiche generiche di varie provenienza. Tra i numeri 19 e 75 nella testata comparve l'immagine e il nome di "Buffalo Brill" di Perego.

### Grecia
Oι Πέπο και Κάρλο, "Pepo e Carlo" ovvero Cucciolo e Beppe nell'edizione greca, furono protagonisti insieme ad altri personaggi provenienti dalle testate italiane Cucciolo e Tiramolla dell'albo contenitore Τιραμόλα ("Tiramola"), pubblicato dalla casa editrice Καμπανά (Kabanas) a partire dal 1970 e proseguito per circa 1000 numeri. Il termine "Tiramola" è entrato a fare parte del lessico greco con un significato molto diverso da quello italiano ("Persona irresoluta e inconcludente") ancor oggi designa qualcuno in grado di destreggiarsi e assorbire i colpi quasi fosse fatto di gomma, come il calciatore Nick Vamvakoulas, così soprannominato. Un altro personaggio dell'Alpe, Σεραφίνο ("Serafino"), ottenne notevole successo e gli fu dedicato un albo nel 1969 e venne pubblicato per un migliaio di numeri, molti dei quali disegnati localmente da Isaak Moskidi.